# Пурнема
Пурнема (рос. Пурнема) — село в Онезькому районі Архангельської області Російської Федерації.
Населення становить 195 осіб. Входить до складу муніципального утворення Покровське поселення.

## Історія
Від 2004 року входить до складу муніципального утворення Покровське поселення.

## Населення
| 1668 | 1865 | 1895 | 1918 | 1920  | 1998 | 2002 |
| ---- | ---- | ---- | ---- | ----- | ---- | ---- |
| 54   | ↗605 | ↗827 | ↘744 | ↗1039 | ↘221 | ↗222 |
| 2008 | 2009 | 2010 | 2012 |       |      |      |
| ↘203 | ↘184 | ↘169 | ↗195 |       |      |      |